# Перктаріт
Перктаріт або Бертарій (†688), король лангобардів (661—662) та (671—688), син короля Аріперта I, католик, отримав владу разом з братом Годепертом, який сповідував аріанство. Він правив з Мілану, Годеперт — з Павії. Годеперт запросив допомогу герцога Беневентського Грімоальда I у війні з братом, проте герцог убив Годеперта та захопив владу у всьому королівстві. Перктаріт спочатку утік до аварського кагана Какара. Його дружина Роделінда та син Куніберт перебували у полоні в Беневенто, тому Перктаріт повернувся у свої колишні володіння з метою боротьби проти узурпатора, проте знову утік, цього разу до Франції. Коли Грімоальд підписав договір з франками, Перктаріт мав намір утекти до Англії, але Грімоальд помер.
У 671 він повернувся з вигнання та відновив свою владу, запровадив у королівстві католицизм, проте не визнав владу папи Римського. Уклав мирний договір з Візантією та призначив Куніберта співправителем у 678. Займався будівництвом церков. Боровся проти бунту герцога Тренто Алагіза, проте був убитий внаслідок змови у 688.